# Sankovići
Sankovići su bili humska velikaška obitelj u srednjovjekovnoj banovini Bosni čiji su se posjedi nalazili na istočnoj, lijevoj strani rijeke Neretve duž široke linije od Konjica do mora i u njezinom gornjem toku, s obje strane Neretve. Držali su i Konavle od 1377. do 1391. godine.
Zavičajem su iz Nevesinja, Zagorja (oblast Kalinovika) i proširenih krajeva: Dabar, Popovo, Primorje i Konavle. Gospodari Nevesinja. Kao predstavnici Humske zemlje sudjeluju redovito na zborovima bosanskih velikaša. Politički vrlo aktivni u bosanskoj državi sve do početka 15. stoljeća, od 1330. do 1404. godine. Pokorio ih je vojvoda Sandalj Hranić Kosača.
Bili su u srodstvu s plemićkom obitelji Čihorićima.

## Povijest
Loza Sankovića može se pratiti od 1306. do 1404. godine. Rodonačelnik je Dražen Bogopenec. Njegov sin je humski župan Miltjen Draživojević (1322. – 1343.) u čije vrijeme loza prihvaća bana Bosne za svoga seniora. Miltjen Draživojević je bio humski župan i njegovi posjedi su bili Nevesinje, Zagorje i Komska župa. Imao je dva sina i kćerku: Sanka, Gradoje i Radaču.
Premda im je obiteljski dvor bio u Zaboranima, Komska župa bila im je jedan od glavnih posjeda i u njoj grad Kom.
Vodstvu obitelji Miltjena nasljeđuje njegov sin Sanko Miltjenović (1335. – 1372.), koji se prvi put spominje 1335. godine. Dana 22. listopada 1348. godine Dubrovnik mu daje državljanstvo. Od 11. kolovoza 1366. godine i dalje, Sanko je spomenut kao sudac. Tijekom rata protiv Dubrovnika, Sanko je predvodio bosansku vojsku, međutim u jednom od ovih ratova, Sanko je poginuo. Imao je četiri sina i kćer: Beljak, Radič, Budelja, Sančin i Dragana.
Poslije njega vodstvo obitelji dalje imaju braća Beljak Sanković (1363. – 1392.) i Radič Sanković (1379. – 1404.). Beljak je ovlašten za vodstvo posjeda obitelji. U obiteljskom dvoru u Zaboranima kod Konjica Radič je izdao Dubrovčanima povelju o slobodnom trgovanju na svojem teritoriju. Odmah nakon smrti bosanskog kralja i bana Tvrtka I. Kotromanića 1391. godine, Beljak i Radić su odlučili ustupiti posjed svoje obitelji Konavle s gradom Sokolom Dubrovniku. Sazvan je međutim sastanak vijeća, kao ishod volje plemića koji su se protivili prodaji. Bosanski kralj i ban te sabor kaznio je obitelj za kršenje vjerne službe (za nevjeru), zbog pokušaja prodaje župe Konavle Dubrovčanima 1391. godine. Vlatko Vuković i Pavao Radenović su se pobunili protiv Radića u prosincu 1391. godine, kada je Radić i zarobljen. Za to vrijeme njegova žena Goisava sklonila se u Dubrovnik.
Nakon pobune, Vlatko Vuković i Pavao Radenović zauzeli su Konavle i okupirali ih, dijeleći ih između sebe unatoč negodovanjima iz Dubrovnika. Kada je Vuković umro, njegov nećak, Sandalj Hranić ga je naslijedio, stalno se boreći protiv Radića nakon što je Radić pušten kasne 1398. godine. Godine 1399. Radić je postao član Velikog Vijeća Dubrovačke Republike, a sudjelovao je i u bosansko-dubrovačkom ratu između 1403. i 1404. godine, vodeći napade na Dubrovnik u ime kralja i bana Stjepana Ostoje.
Vojvoda Radič Sanković vratio se u posjed 1398. godine za vrijeme kralja Ostoje, a kao i Ostoja izgubio je položaje 1404. godine, kada ga je Sandalj Hranić Kosača poslao nazad u zatvor 1404. godine, osljepljujući ga i uzimajući njegova imanja. Za razliku od kralja Ostoje, Radić Sanković je 1404. godine izgubio i život, označavajući kraj plemićke obitelji Sankovića. Obiteljska grobnica Sankovića nalazi se u Biskupu kod Konjica. Dvor obitelji nalazio se u Zaboranima u okolici Konjica.